# Oscinella dimidiofrit
Oscinella dimidiofrit är en tvåvingeart som beskrevs av Becker 1913. Oscinella dimidiofrit ingår i släktet Oscinella och familjen fritflugor. Inga underarter finns listade i Catalogue of Life.